# Kim Ja-in

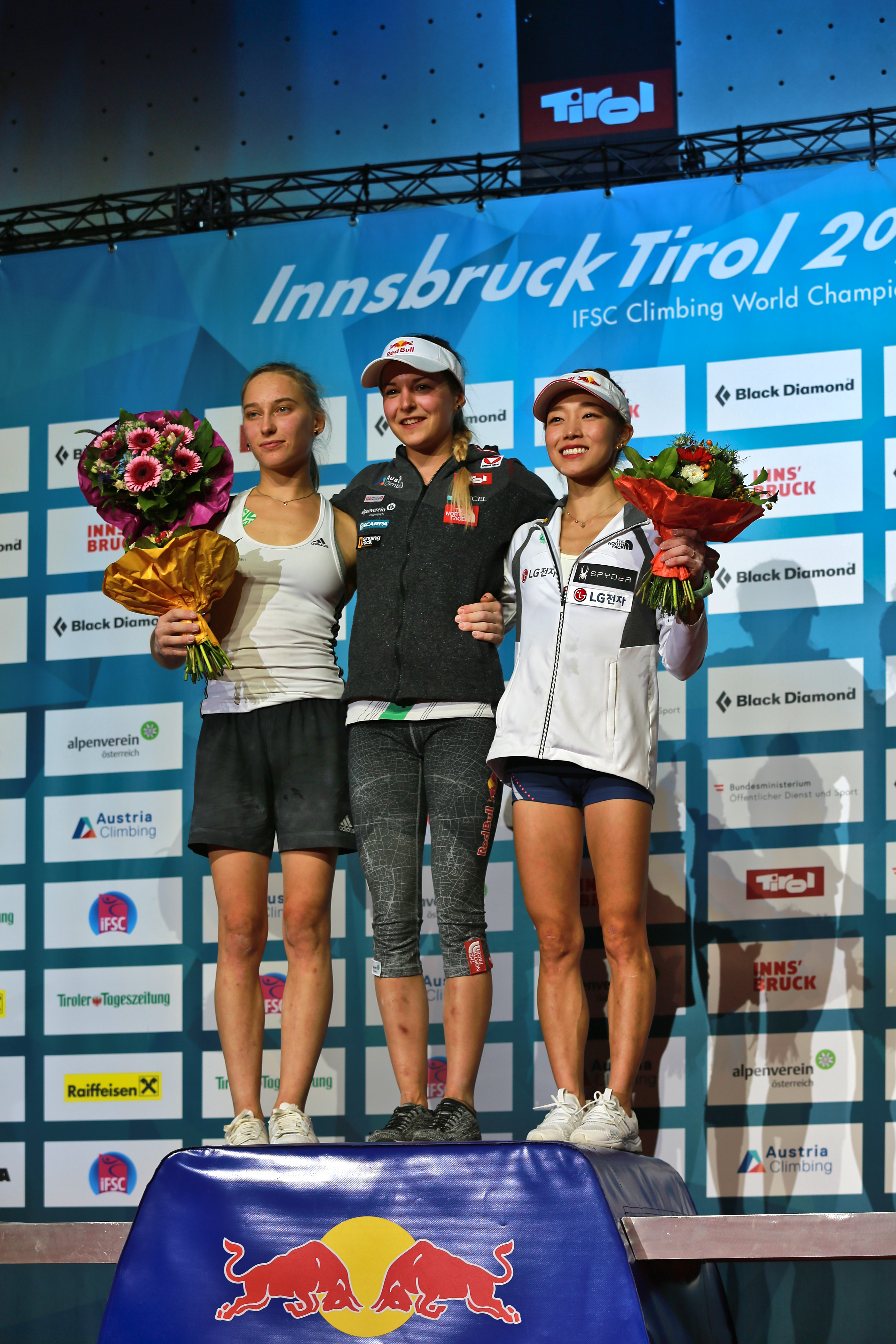
MŚ 2018 w prowadzeniu, Innsbruck. Stoją od lewej; Janja Garnbret SLO (2 m.), Jessica Pilz AUT (1 m.) i Kim Ja-in KOR (3 m.).

Kim Ja-in (Hangul: kor. 김자인, ur. 11 września 1988 w Goyang) – południowokoreańska wspinaczka sportowa. Specjalizuje się w boulderingu, prowadzeniu oraz we wspinaczce łącznej. Dwukrotna mistrzyni świata, czternastokrotna mistrzyni Azji.

## Kariera
Multimedalistka we wspinaczce sportowej w konkurencji prowadzenia, boulderingu  oraz wspinaczki łącznej (łącznie 35 medale; w tym 19 złotych, 10 srebrne oraz 6 brązowy) w latach 2004–2019:
- Mistrzostwa świata (6 medali);
  - mistrzostwo świata (2x) – 2012, 2014,
  - wicemistrzostwo świata (3x) – 2009, 2011, 2012,
  - brązowy medal mistrzostw świata (1x) – 2018.
- Mistrzostwa Azji (19 medali);
  - mistrzostwo Azji  (14x w tym: 11 razy w prowadzeniu, 3 razy w boulderingu) – 2004, 2005, 2006, 2007, 2008, 2009, 2010, 2012, 2014, 2015 oraz w 2018,
  - wicemistrzostwo Azji (3x) – 2006, 2009, 2010,
  - brązowy medal mistrzostw Azji (2x) – 2015 oraz w  2016.

Uczestniczka World Games w 2009 oraz w 2013, gdzie zdobyła srebrne medale w konkurencji prowadzenia.
Wielokrotna uczestniczka, medalistka prestiżowych zawodów wspinaczkowych Rock Master  we włoskim Arco, gdzie zdobyła ogółem 8 medali; w tym 3 złotych, 2 srebrne i 3 brązowe.
20 maja 2017 roku wspięła się na 555-metrową wieżę Lotte World Tower w Seulu

## Osiągnięcia

### Mistrzostwa świata
| Konkurencje       | 2005 | 2007 | 2009 | 2011 | 2012 | 2014 | 2016 | 2018 | 2019 |
| Prowadzenie       | 32   | 8    | 2    | 2    | 2    | 1    | 4    | 3    | 22   |
| Bouldering        | 12   | 45   | 17   | 11   | 5    | -    | -    | 41   | 25   |
| Wsp. na czas      | -    | -    | -    | -    | 41   | -    | -    | 54   | 59   |
| Wspinaczka łączna | -    | -    | -    | -    | 1    | -    | -    | -    | 40   |

### World Games
| Konkurencje | 2005 | 2009 | 2013 | 2017 |
| Prowadzenie | 5    | 2    | 2    | 4    |

### Mistrzostwa Azji
| Konkurencje | 2004 | 2005 | 2006 | 2007 | 2008 | 2009 | 2010 | 2012 | 2014 | 2015 | 2016 | 2018 | 2019 |
| Prowadzenie | 1    | 1    | 1    | 1    | 1    | 1    | 1    | 1    | 1    | 1    | 3    | 1    | -    |
| Bouldering  | -    | -    | 2    | 1    | 1    | 2    | 2    | 1    | -    | 3    | -    | -    | -    |

### Rock Master
| Konkurencje | 2009 | 2010 | 2011 | 2012 | 2013 | 2014 | 2015 | 2016 | 2017 | 2018 | 2019 |
| Prowadzenie | 3    | 1    | -    | -    | 2    | -    | -    | 2    | 1    | -    | 3    |
| Bouldering  | -    | -    | -    | -    | -    | -    | -    | -    | 1    | -    | -    |
| Duel        | -    | -    | 5    | -    | 3    | -    | -    | -    | -    | -    | -    |